# قرع شمعي
القرع الشمعي أو البطيخ الشتوي (بالإنجليزية: Wax gourd)‏ و(الاسم العلمي: Benincasa hispida) هو نوع من القرع. يؤكل في الصين والهند.

## معرض صور

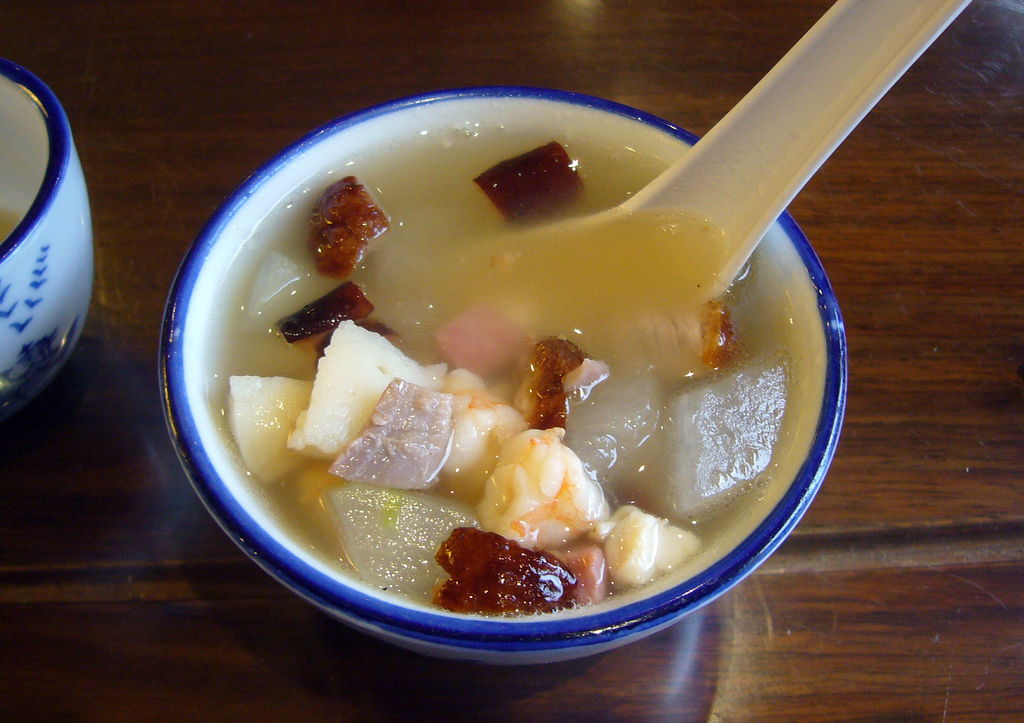
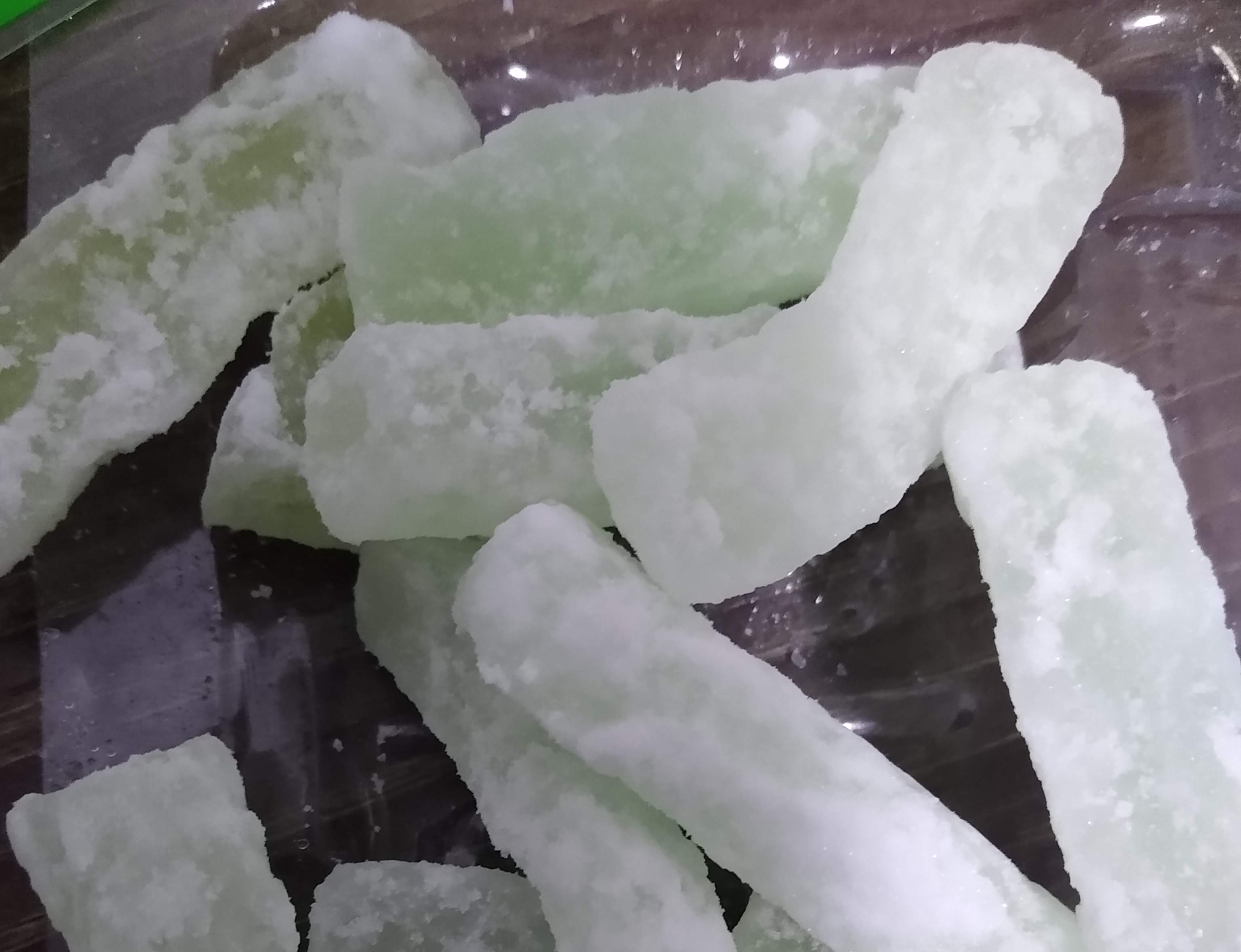
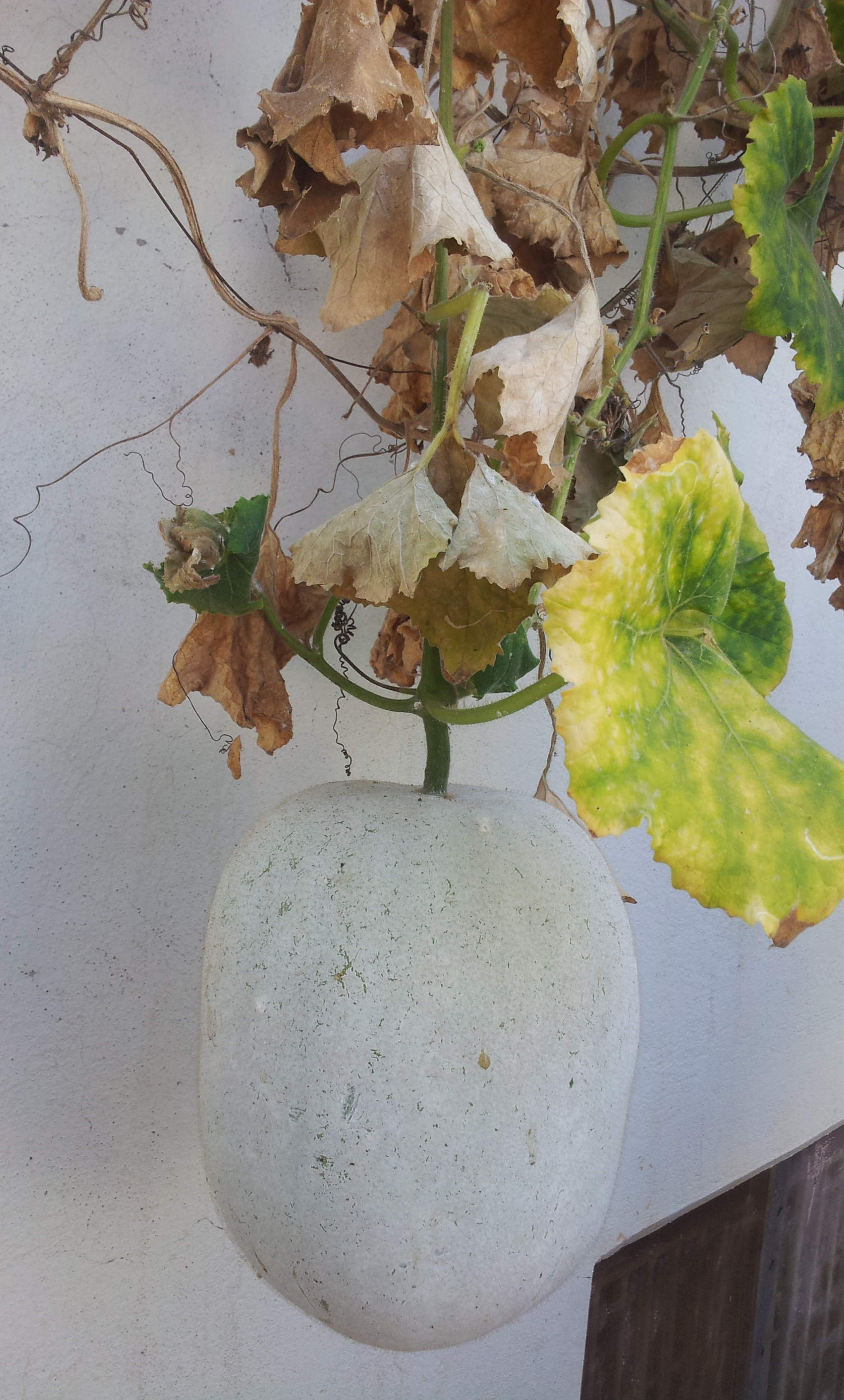
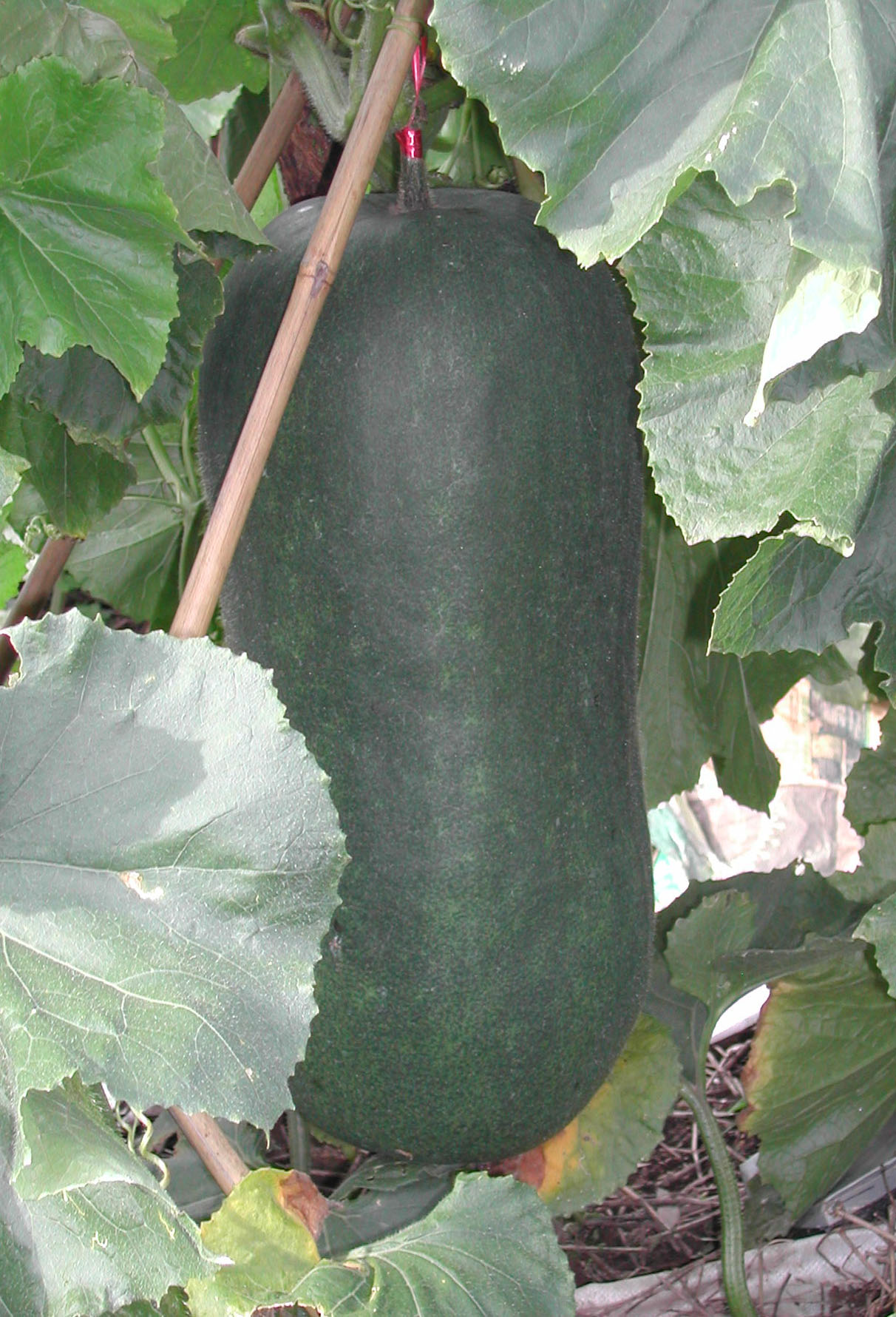
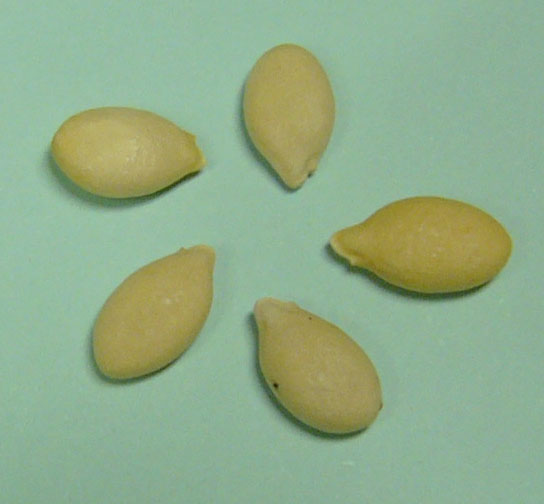